# Richard Mortensen
Richard Mortensen (Copenaghen, 23 ottobre 1910 – Ejby, 6 gennaio 1993) è stato un pittore danese.
Nel 1960 partecipò alla XXX Esposizione internazionale d'arte di Venezia.
L'Accademia delle belle arti di Copenaghen gli conferì la medaglia Eckersberg nel 1950 e nel 1968 la medaglia Thorvaldsen.